# Гидрофильные мазевые основы
Гидрофильные мазевые основы — мазевые основы, применяемые для производства лекарственных форм, обладающих в основном гидрофильными свойствами. Гидрофильность — способность смешиваться с водой или растворяться в ней. В эту группу объединены основы, в составе которых отсутствуют жировые компоненты.
| Достоинства | Недостатки |
| --- | --- |
| — возможность введения значительного количества водных растворов ЛВ — легко высвобождают ЛВ и обеспечивают их высокую биологическую доступность — легко удаляются с места нанесения и смываются водой | — микробная контаминация (не относится к ПЭО) — быстро высыхают (не относится к ПЭО) — не совместимы с рядом ЛВ — подвержены синерезису (явление, при котором выделяется жидкая фаза) |

## Классификация
I. По способности взаимодействовать с водой:
1) Способные к набуханию с последующим растворением в воде (ПЭО, эфиры целлюлозы, крахмал, желатин)
2) Способные к набуханию и нерастворимые в воде (фитостерин, бетониты, РАП)
II. По происхождению:
1) Гели высокополекулярных углеводов, белков: крахмал, эфиры целлюлозы, желатин, коллаген
2) Гели синтетических ВМС: ПЭО, РАП
3) Гели неорганических веществ: бентониты
III. По физико-химической природе:
1) Системы типа гелей
2) Студни и коллоидные системы
Характеризуются меньшей структурной прочностью и способны разжижаться при механическом воздействии.

## Представители

### Гели крахмала
Используется крахмально-глицериновый гель — Unguentum Glycerini. Исключен из Государственного реестра, но применяется в аптечной практике. Состав: крахмал (7), вода (7), глицерин (93). Бесцветная прозрачная однородная масса, легко распределяется на поверхности слизистой оболочки. За счёт наличия глицерина, этот гель устойчив к воздействию микроорганизмов, но при хранении подвержен синерезису.

### Желатино-глицериновый гель
Состав: желатин (1-3 %), глицерин (10-30 %). Представляет собой прозрачную, желтоватого цвета массу, легко разжижается при втирании в кожу. Применяется для изготовления защитных мазей, кожных клеев, застывает на коже в виде плёнки. Наносится на руки в расплавленном состоянии. Например, паста Хиот, паста Унна.

### Коллагеновые гели
Коллаген — Collagenum является биоадекватным полимером и представляет собой основной белок соединительной ткани. Получают его из кожи крупного рогатого скота (используют отходы кожевенной промышленности). В концентрации 2-5 % при набухании в воде образует вязкие прозрачные гели. Оптимальными реологическими свойствами обладают гели коллагена в концентрации 3 %.

Достоинства: нетоксичность, всасывается и полностью утилизируется организмом, хорошо высвобождает ЛВ, обладает сорбционной способностью, репаративными свойствами, применяется в технологии мазей для лечения ран.

Гели подвержены высыханию. Для предотвращения этого, к ним добавляют до 2 % глицерина.

### Фитостерин
Получают из хвойной древесины. Основной компонент: β-стерин. По своему строению он близок к холестерину. Обладает и свойствами холестерина — 1 часть фитостерина способна удерживать до 12 частей воды. Это белая сметанооразная масса, легко наносимая на кожу, хорошо переносится и рекомендуется лицам с чувствительной кожей.

Например, фитостерин (8), растительное масло (8), вода (64). Или водная основа, содержащая до 15 % фитостерина, применяется в мазях для лечения экзем.

### Гели микробных полисахаридов
Получают из полисахарида декстрана. Молекулярная масса его примерно равна 150 тыс. Примером такого геля может служить препарат «Аубазидан», разработанный в СПХФА, его применяют в качестве пролонгатора в технологии глазных капель. Состав: аубазидан (2), глицерин (10), воды (до 100).

### Эфиры целлюлозы
В качестве мазевых основ могут использоваться гели метил-целлюлозы и натрий-карбокси-метил-целлюлозы:
[С6H7O2 (OH)3-x (OCH3)x]n — метилцеллюлоза (МЦ)
[С6H7O2 (OH)3-x (OCH2COONa)x]n — натриевая соль карбоксиметилцеллюлозы (Na-КМЦ)
Гели МЦ используют в концентрации 4-6 %. Состав: МЦ (6), глицерин (20), вода (74). Глицерин добавляют для предотвращения высыхания. Гели МЦ образуют на коже плёнки — используются для приготовления защитных мазей, а также их применяют в технологии мазей с цинка оксидом, ихтиолом, салициловой кислотой и проч.

Гели Na-КМЦ применяют в концентрации 4-6 %. Состав: Na-КМЦ (6), глицерин (10), вода (84). Величина рН = 6,5-8,0, в связи с чем может изменяться и кислая реакция среды эпидермиса.
Достоинства: отсутствие раздражающего и сенсибилизирующего действия, безвредность; возможность использования для получения сухих мазей-концентратов; обладают мягкой осмотической активностью и используются в мазях для лечения ран.

Недостатки: несовместимы со многими лекарственными веществами (резорцин, танин, йод, соли тяжелых металлов и др.)

### Полиэтиленоксиды (ПЭО)
Это продукт полимеризации окиси этилена в присутствии щелочи:
n «Этилен-оксид» + NaON → HO (CH2CH2O)nH
Различают летучие (ПЭО-400) и твердые (ПЭО-1500; ПЭО-4000). Консистенция зависит от степени полимеризации. В качестве основ для мазей используют сплавы ПЭО-400 и ПЭО-1500. Оптимальными реологическими свойствами обладает сплав в соотношении 8:12.
Достоинства: индифферентность, устойчивость к действию тепла и света, не нарушают физиологические функции кожи, легко высвобождают ЛВ и обеспечивают их высокую биодоступность.

Недостаток: обезвоживание слизистых оболочек.

Обладают высокой осмотической активностью. Наиболее значимы по сравнению со всеми имеющимися полимерами. Используются в мазях для лечения гнойных ран (Левомеколь, Левосин и др.)

### Редкосшитые акриловые полимеры (РАП)
Являются сополимерами акриловой кислоты с полиалкил-полиэфирами многоатомных спиртов. За рубежом они называются Карбополы или Карбомеры. В России выпускаются под маркой «Ареспол» или «мАРС-06». Образуют вязкие прозрачные однородные гели с максимальной величиной вязкости в интервале рН=5-9. Легко высвобождают лекарственные вещества, обеспечивают их высокую биодоступность. Всасываются через кожу и обеспечивают пролонгированный эффект.

### Бентониты
Бентониты — Bentonitum — природные неорганические полимеры. Относятся к глинистым материалам. В зависимости от места их добывания их делят на гели тихааскане и гели джамбулиты. Способны образовывать на коже плёнку, которая быстро высыхает. Используются в защитных мазях. Имеют сложный состав — это алюмо-гидро-силикаты: (Al2O3)n (SiO2)m H2O. Содержат ионы К+, Na+, Mg2+, Ca2+, которые способны участвовать в ионообменных реакциях, что позволяет получить системы с заданными свойствами. Бентониты (особенно их натриевые соли) обладают большой набухающей способностью. Получены также полусинтетические 3-этанол-аминовые бентониты.
Достоинства: их большая индифферентность, стабильность, способность поглощать эксудат. Легко высвобождают лекарственное вещество, обеспечивают его всасывание и также могут использоваться для получения сухих мазей-концентратов.

Недостатки: высыхают. Для предотвращения этого вводят до 10 % глицерина. Так, известна основа состава: бентонит (13-20 %), глицерин (10 %), вода (70-77 %).

### Гели поливинилпиролидона (ПВП)
Бесцветный аморфный гигроскопичный порошок, растворимый в воде, глицерине, ПЭО. Водные растворы ПВП изменяют цвет при хранении и подвергаются микробной контаминации. Хорошо смешиваются с ланолином, простыми и сложными эфирами, касторовым маслом, производными целлюлозы и силиконовыми жидкостями. В концентрации до 20 % используется для приготовления основ.

### Гели поливинилового спирта (ПВС)
Порошок белого или желтоватого цвета, не растворимый в этиловом спирте. В воде и глицерине растворим при нагревании. Водные растворы характеризуются высокой вязкостью. Для получения мазей используют 15 % гель.